# Eurydice inornata
Eurydice inornata är en kräftdjursart som beskrevs av Jones 1971. Eurydice inornata ingår i släktet Eurydice och familjen Cirolanidae. Inga underarter finns listade i Catalogue of Life.